# В субботу
«В субботу» — художественный фильм Александра Миндадзе 2011 года, совместное производство России, Германии и Украины. Фильм был включен в конкурсную программу 61-го Берлинского МКФ Приз за лучший фильм (гран-при «Золотой Ирис», англ. Golden Iris Award) и Кинолюбительский Приз Джеймсона англ. Jameson Cinephile Award на кинофестивале в Брюсселе. В широкий российский прокат вышел 24 марта 2011 года.
Действие фильма происходит на протяжении одного дня. Главный герой, «маленький, почти ничтожный человек», становится свидетелем аварии на ЧАЭС и оказывается перед моральным выбором — рассказать об этом близким, предупредить их об опасности или, как требует начальство, не сеять панику. Герой безуспешно пытается убежать из зоны катастрофы, однако обстоятельства оказываются выше него и он попадает в самое пекло.
В фильме прямо не называется город и время происходящих событий, но очевидна отсылка к аварии на Чернобыльской АЭС, произошедшей 26 апреля 1986 года. По словам режиссёра, многие события фильма были восстановлены по дневникам очевидцев происшедшего.

## Сюжет
Действие фильма происходит в 1980-е годы, в небольшом советском городке на протяжении одних суток. Ночью комсомольский работник Валерий Кабыш (Антон Шагин) замечает издали пожар на АЭС. Чтобы выяснить, в чём дело, он прибегает к начальству и оказывается свидетелем разговора о том, что на станции произошла авария, однако во избежание паники жителям города об опасности радиоактивного заражения пока сообщаться не будет. С одним из начальников, желающим лично убедиться в том, что реактор повреждён, Кабыш едет к станции и видит разрушения и пожар прямо перед собой. Он убегает в город и утром забирает из общежития Веру — девушку, которая ему когда-то нравилась. Та не сразу верит известию об аварии, однако Кабыш уговаривает её бежать на вокзал и уехать на первом же поездe. Они бегут через весь город, в котором начинается обычная субботняя жизнь и жители которого ничего не подозревают.
На вокзале у Веры ломается каблук, и они опаздывают на поезд. Вера предлагает пойти в магазин купить ей новые туфли, которые как раз только что завезли на продажу. После этого она идёт в ресторан, чтобы забрать свой паспорт, который был оставлен там в залог. Оказывается, что на эту субботу Вера договорилась с музыкантами петь в ресторане на свадьбе. Когда Вера долго не возвращается, Кабыш идёт за ней в ресторан, где попадает в круговорот весёлой свадьбы одного из своих знакомых. Музыканты — также бывшие друзья Кабыша, с которыми он играл в ВИА, однако которых впоследствии бросил ради карьеры по партийной линии.
Хотя музыканты узнают об аварии, они постоянно откладывают побег со свадьбы из-за того, что субботний «чёс» в ресторане сулит им большой заработок. Поскольку барабанщик группы пьян, сам Кабыш, как когда-то, садится за ударную установку и играет с группой. За выступлениями, выяснением отношений с бывшими коллегами и пьянкой проходит весь день и наступает ночь. Ударник группы просыпается, причём в какой-то момент Кабыш обнаруживает Веру в его объятиях.
На рассвете Кабыш просыпается на катерe, в котором он плывёт по реке с музыкантами группы и Верой. Те смеются, а Кабыш видит, как совсем рядом с ними открывается вид на разрушенный взрывом реактор АЭС. Он грозит реактору кулаком. Над ним склоняется лицо Веры.

## В ролях
- Антон Шагин — Валерий Кабыш, комсомольский работник
- Светлана Смирнова-Марцинкевич — Вера
- Вячеслав Петкун — Карабас, барабанщик
- Сергей Громов — Петро
- Алексей Шлямин — секретарь парткома
- Алексей Галушко — Маловичко, второй секретарь обкома
- Ульяна Фомичева — Лара, невеста
- Георгий Волынский — Горелик

## Съёмки
Съёмки фильма в течение двух месяцев проходили в городе Светлодарск Донецкой области Украины и закончились в городе Энергодар Запорожской области Украины, где отсняли пять съемочных смен. Первоначально Энергодар рассматривался как основное место съёмок, но предпочтение отдали Светлодарску, так как его улицы больше похожи на советскую эпоху. В «роли» Чернобыльской АЭС выступила Углегорская ТЭС.

## Награды
- Приз за лучший фильм (гран-при «Золотой Ирис», англ. Golden Iris Award) и Кинолюбительский Приз Джеймсона англ. Jameson Cinephile Award на кинофестивале в Брюсселе[3][4].
- Кинофестиваль «Дух огня» в Ханты-Мансийске[8]:
  - Большой специальный приз международного жюри — фильму «В субботу».
  - Специальный приз Испанского ювелирного дома Carrera y Carrera за лучший женский дебют — Светлане Смирновой-Марцинкевич.